# Верхнеелюзанский сельсовет
Верхнеелюзанский сельсовет — сельское поселение в Городищенском районе Пензенской области Российской Федерации.
Административный центр — село Верхняя Елюзань.

## История
Статус и границы сельского поселения установлены Законом Пензенской области от 2 ноября 2004 года № 690-ЗПО «О границах муниципальных образований Пензенской области».

## Население
| 2002  | 2010  | 2012  | 2013  | 2014  | 2015  | 2016  |
| ----- | ----- | ----- | ----- | ----- | ----- | ----- |
| 2836  | ↗3103 | ↘3072 | ↘3064 | ↘3057 | ↗3065 | ↘3043 |
| 2017  | 2018  | 2021  |       |       |       |       |
| ↘3037 | ↘3034 | ↘2824 |       |       |       |       |

## Состав сельского поселения
| № | Населённый пункт | Тип населённого пункта       | Население |
| - | ---------------- | ---------------------------- | --------- |
| 1 | Верхняя Елюзань  | село, административный центр | ↘2824     |